# Enemy of God (album)
Enemy of God è l'undicesimo album in studio del gruppo musicale thrash metal tedesco Kreator, pubblicato nel 2005 dalla Steamhammer. La ri-edizione in digipack dell'album include il video di Impossible Brutality e alcuni video ripresi dal vivo.

## Track listing
Testi e musiche di Petrozza.
1. Enemy of God – 5:43
2. Impossible Brutality – 4:30
3. Suicide Terrorist – 3:28
4. World Anarchy – 3:55
5. Dystopia – 3:41
6. Voices of the Dead – 4:33
7. Murder Fantasies – 4:50
8. When Death Takes Its Dominion – 5:38
9. One Evil Comes - A Million Follow – 3:19
10. Dying Race Apocalypse – 4:40
11. Under a Total Blackened Sky – 4:28
12. The Ancient Plague – 6:58
13. Impossible Brutality (bonus video) – 3:41

## Formazione
- Mille Petrozza - chitarra, voce
- Sami Yli-Sirniö - chitarra
- Christian "Speesy" Giesler - basso
- Jürgen "Ventor" Reil - batteria